# Henry Norris Russell Lectureship
Henry Norris Russell Lectureship – nagroda przyznawana corocznie przez American Astronomical Society (AAS) w uznaniu zasług za wybitne osiągnięcia w badaniach astronomicznych.

## Laureaci Nagrody
- 1946: Henry Norris Russell
- 1947: Walter Sydney Adams
- 1948: nie przyznano
- 1949: Subramanyan Chandrasekhar
- 1950: Harlow Shapley
- 1951: Jan Oort
- 1952: nie przyznano
- 1953: Enrico Fermi
- 1953: Lyman Spitzer
- 1954: nie przyznano
- 1955: Paul Merrill
- 1956: Joel Stebbins
- 1957: Otto Struve
- 1958: Walter Baade
- 1959: Gerard Kuiper
- 1960: Martin Schwarzschild
- 1961: William Wilson Morgan
- 1962: Grote Reber
- 1963: William Fowler
- 1964: Ira Sprague Bowen
- 1965: Bengt Strömgren
- 1966: Richard Tousey
- 1967: Otto Neugebauer
- 1968: John G. Bolton
- 1969: Eugene Parker
- 1970: Jesse Greenstein
- 1971: Fred Hoyle
- 1972: Allan Rex Sandage
- 1973: Leo Goldberg
- 1974: Edwin Salpeter
- 1975: George Herbig
- 1976: Cecilia Payne-Gaposchkin
- 1977: Olin Wilson
- 1978: Maarten Schmidt
- 1979: Peter Goldreich
- 1980: Jeremiah P. Ostriker
- 1981: Riccardo Giacconi
- 1982: Bart Bok
- 1983: Herbert Friedman
- 1984: Margaret Burbidge
- 1985: Olin Jeuck Eggen
- 1986: Albert Whitford
- 1987: Fred Whipple
- 1988: Gerard de Vaucouleurs
- 1989: Icko Iben
- 1990: Sidney van den Bergh
- 1991: Donald Osterbrock
- 1992: Lawrence Aller
- 1993: James Peebles
- 1994: Vera Rubin
- 1995: Robert Kraft
- 1996: Gerry Neugebauer
- 1997: Alastair Cameron
- 1998: Charles Townes
- 1999: John Bahcall
- 2000: Donald Lynden-Bell[1]
- 2001: Wallace Sargent
- 2002: George Wallerstein[2]
- 2003: George Wetherill
- 2004: Martin Rees[3]
- 2005: James Gunn
- 2006: Bohdan Paczyński
- 2007: David L. Lambert
- 2008: Rashid Sunyaev
- 2009: George W. Preston
- 2010: Margaret J. Geller
- 2011: Sandra Faber
- 2012: W. David Arnett
- 2013: Kenneth C. Freeman
- 2014: George Field
- 2015: Giovanni Fazio
- 2016: Christopher F. McKee
- 2017: Eric Becklin
- 2018: Joseph Silk
- 2019: Ann Merchant Boesgaard
- 2020: Scott Tremaine
- 2021: Nick Scoville